# Estación Quilacoya
Quilacoya es una estación ubicada en el pueblo de Quilacoya, perteneciente a la comuna chilena de Hualqui. La estación fue construida junto con el Ferrocarril Talcahuano - Chillán y Angol, e inaugurada en 1873. Luego pasó a formar parte de la Red Sur de Ferrocarriles del Estado, y es parte del ramal San Rosendo - Talcahuano.
La casa estación se ubica en el lado oeste de la vía. En el lado este se encuentra la S/E Quilacoya, que fue terminada y puesta en operación en diciembre de 2005, alimentándose con una línea eléctrica originada en la S/E Chiguayante de la CGE. Esto está enmarcado en el Contrato de Provisión de Infraestructura Ferroviaria - Proyecto Señalización, Electrificación y Comunicaciones (CPIF-Proyecto SEC).

## Servicios

### Actuales
Desde la década de 1990 la estación presta servicios entre Talcahuano, Concepción y Laja. Es para el 1 de mayo de 2008 que inician los servicios del actual tren Talcahuano-Laja. El servicio presta ocho servicios diarios.